# Friedrich Schrader

Friedrich Schrader

Friedrich Schrader (* 19. November 1865 in Wolmirstedt; † 28. August 1922 in Berlin) war ein deutscher Philologe der orientalischen Sprachen.
Als Schriftsteller, Kunsthistoriker, Sozialdemokrat, Übersetzer und Journalist lebte er in den Jahren 1891 bis 1918 in Istanbul. Er schrieb auch unter dem Pseudonym Ischtiraki (اشتراكى = arabisch/osmanisch „der Sozialist“). Er war im Jahr 1908 Mitbegründer und bis 1917 stellvertretender Chefredakteur der deutsch- und französischsprachigen Istanbuler Tageszeitung Osmanischer Lloyd (Lloyd Ottoman). Sein bekanntestes Buch ist Konstantinopel in Vergangenheit und Gegenwart (1917). Die literarische Essaysammlung über die Geschichte der multikulturellen Bosporusmetropole wurde 2015 in türkischer Sprache neu aufgelegt (1. Auflage Juni 2015, 2. Auflage August 2015).

## Leben

### Familiärer Hintergrund, Ausbildung in Magdeburg und Halle (1865–1891)
Quelle: Vorwort zu: Der Karmapradipa.
Schraders Vorfahren waren über mehrere Generationen als Schönfärber in Wolmirstedt tätig. Ein Großonkel, Johann Wilhelm Christian Schrader, machte in der preußischen Armee als Offizier Karriere, heiratete einen weiblichen Nachkommen des legendären Artilleriegenerals Bernhard von Beauvryé (und von dessen Schwiegervater Christian von Linger, dem Begründer der preußischen Artillerie) und wurde im Jahr 1837 von seinem Schwiegervater adoptiert und anschließend in den preußischen Adelsstand erhoben („Schrader von Beauvryé“).
Friedrich Schrader legte sein Abitur am Domgymnasium Magdeburg ab. Nach seinem Studium der Philologie, Orientalistik und Kunstgeschichte wurde er 1889 in Indologie bei Richard Pischel (Geschäftsführer der Deutschen Morgenländischen Gesellschaft) an der Universität Halle promoviert. Pischel war seinerzeit einer der bedeutendsten Prakrit-Forscher weltweit. Im Rahmen seiner Dissertation übersetzte Schrader den ersten Teil der sogenannten „Karmapradipa“, einer vedischen Sutra, ins Deutsche. Andere später bekannt gewordene, etwa gleichaltrige Mit-Doktoranden der damaligen Zeit bei Pischel (um 1890 herum) waren Richard Schmidt (1866–1939), später Indologieprofessor in Münster und Übersetzer des Kamasutra und des Hexenhammers, und der Österreicher Karl Eugen Neumann (1865–1915), der bereits vor der Promotion 1884 zum Buddhismus konvertiert war und Anfang des 20. Jahrhunderts mit seinen vielgelesenen Übersetzungen buddhistischer und indischer Texte ein Mitauslöser der damaligen Indien- und Buddhismusbegeisterung deutschsprachiger Literaten und Intellektueller gewesen ist. Ein weiterer prominenter Schüler Pischels war der deutsche Diplomat, Politiker (DDP) und Kolonialbeamte Wilhelm Solf (1862–1936).
Von 1889 bis 1891 war Schrader als Bibliothekar der DMG in Halle tätig.

### Lehrtätigkeit in Istanbul (1891–1907)
Quelle: Jährliches Mitgliederverzeichnis der DMG
Von 1891 bis 1895 arbeitete Schrader als Dozent für deutsche Sprache und Literatur am Robert College in Bebek bei Istanbul. In dieser Zeit lernte Schrader den wohl bedeutendsten zeitgenössischen türkischen Dichter der damaligen Zeit, Tevfik Fikret, kennen. Schrader rezensierte Fikret in einem Artikel im Literarischen Echo im Jahr 1900 und beschrieb später eingehend Fikrets Rolle am Robert College. Um 1900 war er Professor an einem armenisch-französischen Lycée in Pera. Schrader begann bereits während der Amtszeit von Sultan Abdülhamid II., türkische Schriftsteller zu übersetzen und in deutschsprachigen Zeitschriften zu rezensieren. Während seiner Tätigkeit am Robert College lernte Schrader den deutschen Musikpädagogen Paul Lange kennen, der am mit dem Robert College eng verbundenen American College for Girls tätig war, und blieb ihm über Jahrzehnte freundschaftlich verbunden. Langes Sohn Hans emigrierte später in die USA, wo er ein bekannter Dirigent wurde.

#### Erste journalistische Aktivitäten, Kritik am Export ethnisch-nationalistischer Ideologien in den Nahen Osten
Etwa ab dem Jahr 1900 war Schrader Korrespondent für verschiedene deutsche Tageszeitungen und Zeitschriften und unterrichtete außerdem an verschiedenen höheren Schulen Istanbuls.
Zusammen mit Paul Weitz und dem wesentlich jüngeren Max Rudolf Kaufmann berichtete er für die liberale Frankfurter Zeitung über die politische und kulturelle Szene der Bosporusmetropole mit kritischer Sympathie für die „Neue Türkei“. Innerhalb der konkurrierenden Netzwerke in der Deutschen Botschaft, die verschiedene Autoren beschreiben, gehörten Schrader und Kaufmann zur sogenannten „Weitz-Gruppe“, die Kritik an der deutschen Haltung zur jungtürkischen Minderheitenpolitik übte und im Gegensatz zur Gruppe um Hans Humann und Ernst Jäckh stand.
Im Vorwärts und in Die Neue Zeit (Hrsg. SPD) veröffentlichte er regimekritische Artikel unter dem Pseudonym „Ischtiraki“, in denen er die Politik Deutschlands im Osmanischen Reich kritisierte, speziell die Fokussierung auf wirtschaftliche und militärische Interessen unter Vernachlässigung des kulturellen Austausches zwischen den beiden Nationen. In einem begleitenden Brief an Karl Kautsky (heute im Kautsky-Archiv im IISG Amsterdam) wies Schrader auf die Repression und Bespitzelung durch die türkischen Behörden in dieser Zeit hin. Im Brief erwähnt Schrader eine Tätigkeit für ein französischsprachiges armenisches Lyzeum in der Hauptstadt.
Im 1900 unter Pseudonym in Die Neue Zeit erschienenen Artikel Das geistige Leben in der Türkei und das jetzige Regime würdigt Schrader insbesondere die Rolle, die die türkischen Autoren Sinasi („Schinasi Effendi“) und Namik Kemal („Kemal Bey“) in der zweiten Hälfte des 19. Jahrhunderts als Wegbereiter der jungosmanischen und späteren jungtürkischen Reformbestrebungen gespielt haben. Schrader fordert, das demokratische Potential der pluralistischen Gesellschaft des Osmanischen Reiches zu entfalten (siehe auch den Artikel „Robert College“ von 1919, in dem er entsprechende US-amerikanische Aktivitäten der Jahre vor dem Ersten Weltkrieg würdigt), und kritisiert scharf Wissenschaftler wie Vámbéry (ungarischer Orientalist und Zionist und Berater von Theodor Herzl) und Friedrich Max Müller (Indologe wie Schrader und Erfinder des Begriffs „Arier“), die durch den Export ethnisch-nationalistischer Ideologien in den Nahen Osten (Zionismus, Panturanismus) ohne jegliches Verständnis für die komplexen gesellschaftlichen Strukturen der realen osmanischen Gesellschaft bei gleichzeitiger Kollaboration mit dem repressiv-diktatorischen Abdul-Hamid-Regime Unheil anzurichten drohen.
Ebenfalls im Jahr 1900 stellte Schrader. wiederum unter dem Pseudonym „I.Schiraki“ (= Ischtiraki), in der Kulturbeilage des SPD-Parteiblattes Vorwärts „Die Neue Welt“ Scheich Bedreddin und seinen Gefährten und Jünger Böreklice Mustafa als erste „muhammedanische Kommunisten“ vor. Der türkische Poet Nazim Hikmet verfasste, lange nach Schraders Tod, im Gefängnis in Bursa 1932–1934 sein berühmtes „Epos vom Scheich Bedrettin“ nachdem er eine „Schrift über Bedreddin“ gelesen hatte, und ihm bewusst wurde, wie nahe er den Ideen des marxistischen Sozialismus gestanden hatte (1936). Es ist nicht bekannt, ob der des Deutschen Mächtige (Hikmet hatte als Schüler an der Marineschule in Halki 1917–18 den ältesten Sohn von Friedrich Schrader kennengelernt, der dort als Marine-Stabsdolmetscher des Kommandeurs der Schule, Kapitänleutnant Kurt Böcking, diente.) Bedreddin durch den Aufsatz von Schrader kennengelernt hatte.

### Lehrtätigkeit in Baku (1907–1908)

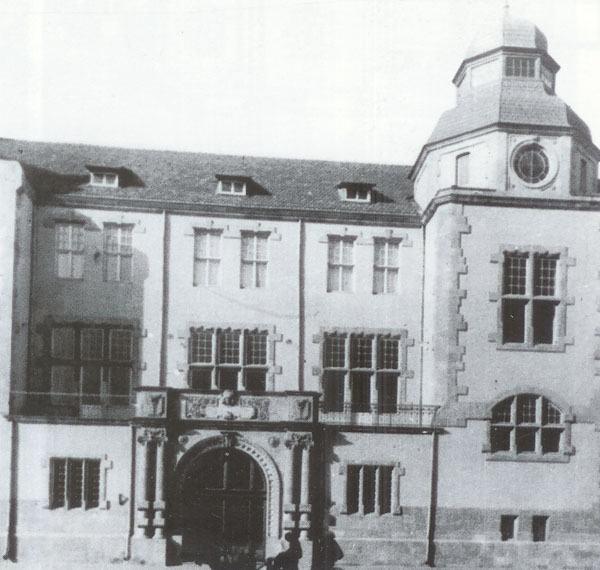
Russische Handelsschule in Baku

Von 1907 bis 1908 war Schrader Dozent an der Russischen Handelsschule in Baku (Aserbaidschan) und betrieb Feldforschungen in der Kaukasusregion. Schrader studierte die Geschichte des Kaukasus und beschäftigte sich mit der tatarischen Sprache. Über die in der Nähe von Baku an natürlichen Erdgasquellen gelegenen Kultstätten der Parsen („Feueranbeter“) und deren Feuertempeln schrieb er einen Artikel. Nach dem Ausbruch von Unruhen in Baku im Mai 1908 schaffte Schrader erst seine Familie (Ehefrau und drei Söhne (14, 12, und 3 Jahre alt)) in die Türkei zurück, wo sie im heutigen Giresun eine Bleibe fanden, wo seine englisch erzogene bulgarischstämmige zweite Ehefrau vor der Eheschließung 1903 als Hauslehrerin bei englischsprachigen pontusgriechischen Familien tätig gewesen war, und folgte kurze Zeit später selber.

### Stellvertretender Chefredakteur beim Osmanischen Lloyd (1908–1917)
Schrader kehrte 1908 aus Giresun nach Konstantinopel zurück, um dort die jung-osmanische Revolution zu unterstützen, deren intellektuelle Führungsriege er durch seine akademischen, journalistischen und literarischen Aktivitäten kannte.
Von 1908 bis 1917 arbeitete Schrader als Mitbegründer und stellvertretender Chefredakteur der deutsch- und französischsprachigen Konstantinopeler Tageszeitung Osmanischer Lloyd. Eine Sammlung seiner Essays aus dieser Zeit für das Feuilleton der Zeitung findet sich im Buch „Konstantinopel in Vergangenheit und Gegenwart“, s. u. Seine kenntnisreichen literarischen und kulturhistorischen Essays erhielten in Fachkreisen Lob und wurden beispielsweise in der „Frankfurter Zeitung“ oder der „Kölnischen Zeitung“ nachgedruckt.
Eine quellenkritische Dokumentation ausgewählter Leitartikel und Feuilletonbeiträge Schraders im Osmanischen Lloyd findet sich in: Kulturpolitik für die neue Türkei. Friedrich Schrader und der Osmanische Lloyd, Konstantinopel 1908-1918. Eine kommentierte Quellensammlung. Hrsg. von Ingrid Lohmann und Timm Gerd Hellmanzik. Bad Heilbrunn 2025.
Schrader wohnte ab 1908 mit seiner Familie im Doğan Apartmanı, einem heute noch existierenden Wohnkomplex, der überwiegend von europäischen Ausländern bewohnt ist und sich im Stadtteil Beyoğlu befindet.
Im April 1909 wurde Schrader Zeitzeuge des islamistischen Putsches gegen die jungtürkische Regierung der „zweiten Verfassungsperiode“ (dem sogenannten „Vorfall vom 31. März“). Den Putsch sultanstreuer Offiziere, die die Abschaffung der Verfassung und die „Wiedereinführung“ der Scharia verlangten, und dessen anschließende Niederschlagung durch mazedonische Offiziere unter der Führung des 1913 ermordeten gemäßigten Mahmud Şevket Pascha beschrieb Schrader in einem Artikel für die linksliberale Zeitschrift „März“.

#### Engagement für den deutsch-türkischen Kulturaustausch
Ab 1907 übersetzte Schrader osmanische Literatur ins Deutsche, u. a. Romane von Ahmed Hikmet und Halide Edip, und berichtete über die aktuelle türkische Literatur in Zeitschriften wie „Das literarische Echo“ und dem Feuilleton bekannter Tageszeitungen wie der Frankfurter Zeitung.
Schrader engagierte sich neben der Popularisierung neuer türkischer Kultur in Deutschland auch für die Verbreitung deutscher Kultur im Osmanischen Reich. Im November 1909 organisierte er mit einem türkisch-armenischen Theaterensemble, der Zarifian-Sevunian-Truppe, eine Gedenkfeier zum 150. Geburtstag von Friedrich Schiller im damaligen Tepebaşı-Theater, mit einem von ihm in Osmanisch gehaltenen Referat und szenischen Darstellungen aus Dramen Schillers. Ebenfalls 1909 erhielt Schrader Besuch von Martin Hartmann, einem Berliner Orientalisten, der in seinem 1910 veröffentlichten Bericht über seinen Türkeiaufenthalt („Unpolitische Briefe aus der Türkei“) Schraders hervorragenden Ruf in der literarisch-intellektuellen Szene und beim internationalen Pressekorps der osmanischen Hauptstadt sowie seine guten Beziehungen zu nichtmuslimischen Intellektuellen wie dem armenischen Hochschullehrer und Journalisten Diran Kelekian würdigte.
Im Frühjahr 1914 war der junge Schriftsteller Otto Flake in Konstantinopel. Flake beschrieb die gemeinsamen Wanderungen mit Schrader rund um das Goldene Horn in einem Essay in der Neuen Rundschau, der später in seiner Essaysammlung „Das Logbuch“ nachgedruckt wurde.
Fünf Jahrzehnte vor Gründung des ersten Goethe-Instituts in Istanbul war Schrader der euro-mediterrane tolerante Geist der Weimarer Klassik von Goethe und Schiller wichtig. Besonders Goethe berief sich ja nicht nur auf die griechisch-römische Antike, sondern auch auf die islamische Tradition (West-östlicher Divan). Schrader versuchte mit der Förderung dieses Erbes die Grundlage eines kulturellen Dialogs zwischen Deutschland und dem Orient zu legen, im Gegensatz zu dem von ihm erlebten und in früheren Artikeln in der „Neuen Zeit“ und im „Vorwärts“ eindringlich beschriebenen, die damaligen offiziellen deutsch-türkischen Beziehungen beherrschenden preußischen Militarismus und wirtschaftlichem Imperialismus, sowie dem arrogant bis rassistischen Auftreten deutscher „Experten“ aus Politik, Wissenschaft, Wirtschaft und Militär im Orient. Vergeblich versuchte Schrader, die von ihm von Anfang an unterstützte jungtürkische Bewegung in diesem Sinne zu beeinflussen.

#### Kontakte mit Zionisten
Im November 1913 besuchte Richard Lichtheim, 1913 bis 1917 der Vertreter der Zionistischen Weltorganisation in Konstantinopel, Schrader in seiner Privatwohnung in den Dogan Apartmani. Lichtheim berichtete über den Besuch in einem Brief an das Zionistische Aktionskommittee in Berlin. Lichtheim erwähnt Schraders positive Haltung zu Judentum und Zionismus, auch als Redakteur des „Osmanischen Lloyd“. Er erwähnt Schraders „sehr demokratische“ Ansichten und die Tatsache, dass er mit einer getauften Sephardin verheiratet war (siehe Zitat unten). Schraders Ehefrau Fanny Goldstein Schrader (die er in seinem Buch „Flüchtlingsreise“ „Juana“ nennt) war Überlebende der anti-jüdischen Pogrome während des russisch-türkischen Krieges 1878 und wuchs als Waisenmädchen im Waisenhaus der anglikanischen Judenmission („London Jews Society“) im heutigen Istanbul-Ortakoy auf. Das Waisenhaus wurde von dem Konvertiten James Baruch Crighton-Ginsburg betrieben. Es wurde 1872 von Crighton-Ginsburgs Vorgänger C. S. Newman unter dem Namen „Kuzularem“ für jüdische Waisenmädchen aus Bulgarien gegründet. Dass Schrader auch Kontakte mit anderen Zionisten wie Lichtheims Vorgänger Victor Jacobson, oder Mitarbeitern des „Jeune Turc“ Sami Hochberg, Vladimir Jabotinsky, oder dem deutsch-russischen Sozialdemokraten Parvus hatte, ist wahrscheinlich, konnte aber bisher nicht belegt werden.

#### Schraders Kritik an der türkischen Minderheitenpolitik, Hilfe für armenische Flüchtlinge, Konflikte im Osmanischen Lloyd, Schraders Entlassung
Die besonders ab 1915 stattfindenden Verfolgungen nicht-muslimischer Minderheiten, vor allem der Armenier und Griechen, durch die überwiegend aus von preußischen Offizieren gedrillten Militärs rekrutierten jungtürkischen Machthaber dokumentieren das Scheitern von Schraders Bemühungen, der jungtürkischen Revolution im Sinne der geistigen Traditionen Europas und des Orients einen humanistischen Impuls zu verleihen. Schrader war deswegen insbesondere in seinen unmittelbar nach Ende des Ersten Weltkriegs erschienenen Publikationen trotz seiner grundsätzlichen Sympathien für die jungtürkische Sache und seinen zahlreichen persönlichen Verbindungen zur jungtürkischen Führungselite im Gegensatz zu anderen deutschen Autoren wie Ernst Jäckh und Friedrich Naumann ein scharfer Kritiker der jungtürkischen Minderheitenpolitik.
Im Zusammenhang mit dieser kritischen Haltung Schraders und einiger Kollegen kam es zu internen Auseinandersetzungen in der Redaktion des Osmanischen Lloyd. Im Jahr 1916 wurde Max Rudolf Kaufmann, ein enger Mitarbeiter von Schrader, wegen seiner kritischen Haltung zum türkischen Militarismus und zur Minderheitenpolitik zunächst nach Ankara deportiert und dann nach Deutschland abgeschoben, wo sich aber Eugen Mittwoch seiner annahm und den jungen Schweizer in der Berliner Nachrichtenstelle für den Orient beschäftigte. Im Laufe des Jahres 1917 wurde dann Schrader selber in Folge von gerichtlichen Auseinandersetzungen mit dem damaligen Chefredakteur Max Übelhör (Schrader hatte eine Beleidigungsklage einer Mitarbeiterin des Osmanischen Lloyd vor dem Konsulargericht gegen Übelhör unterstützt) sein Vertrag mit den Osmanischen Lloyd vorzeitig gekündigt, allerdings auch Übelhör abberufen und nach Berlin zurückgeschickt. Aufgrund seiner enormen Kenntnisse und hervorragenden Vernetzung in der Istanbuler Gesellschaft wurde Schrader aber als freier Mitarbeiter weiter bis Kriegsende beschäftigt.
Auch armenische Mitarbeiter des Osmanischen Lloyd waren im Sommer 1915 im Rahmen der beginnenden Armenierverfolgungen von der Deportation bedroht; in einzelnen Fällen bemühte sich Schrader als ihr Vorgesetzter, ihre Ausreise zu erwirken.
In den Jahren 1917 bis 1918 erschienen Beiträge von Schrader in der in Istanbul herausgegebenen Zeitung Am Bosporus. Deutsche Soldatenzeitung, die neben zahlreichen Beiträgen von Militärangehörigen der im Orient aktiven deutschen Streitkräfte auch Beiträge anderer prominenter Journalisten und Literaten wie Kurt Tucholsky (unter dem Pseudonym „Theobald Tiger“), Otto Flake und Egmont Zechlin (damals uniformierter Kriegsberichterstatter) abdruckte.

### Sachverständiger für den Istanbuler Denkmalschutz (1917–1918)
1917/18 zog sich Schrader, nicht zuletzt aufgrund der o. g. internen Auseinandersetzungen in der Redaktion des Osmanischen Lloyd, resigniert aus der journalistischen Arbeit zurück und widmete sich ganz seinen denkmalpflegerischen Interessen. Er wurde Mitglied der Städtischen Kommission Konstantinopels zur Erfassung und Katalogisierung islamischer und byzantinischer Baudenkmale (Zusammenarbeit u. a. mit dem armenisch-türkischen Fotografen Hagop Iskender).
Die Kommission wurde im Jahr 1917 auf Initiative des damaligen Generaldirektors des Archäologischen Museums, Halil Bey, gegründet. Schrader leitete ab Frühjahr 1918 diese Kommission, deren Aufgabe es war, ein klassifiziertes Verzeichnis aller Denkmäler der damaligen Türkischen Hauptstadt zu erstellen. Mit einem Team von türkischen Experten erfasste Schrader systematisch durch Kriegseinwirkungen beschädigte und bedrohte Bauwerke der Stadt. Anhand von archäologischen Untersuchungen, Recherchen und Befragungen der Anwohner wurden Informationen über die Denkmäler systematisch erfasst und durch Iskender fotografiert. Wertvolle Bauteile wurden geborgen und im Archäologischen Museum der Stadt gesichert. Da Schrader im November 1918 infolge der alliierten Besatzung die Stadt verlassen musste, konnten die Arbeiten nicht abgeschlossen werden (siehe auch die Anmerkung über Çelik Gülersoy weiter unten). Ein Teil der Unterlagen gelangte offenbar in den 1920er Jahren in das Archiv der Abteilung Istanbul des Deutschen Archäologischen Instituts. Der Archäologe Otto Feld verweist in einem Aufsatz auf zwei Fotos der in den 1920er Jahren abgetragenen byzantinischen Kirche von Silivri, die er in den 1960er Jahren unter der damaligen Inventarnummer 4428/4429 aufgefunden hat, und die er in dem Artikel veröffentlicht. In einem alten Inventarverzeichnis von Mai 1930 fand er den Eintrag zu den Fotos „Fotos aus dem Nachlass Schrader“. Offenbar befindet sich ein Teil der Sammlung Schrader einschließlich der von Hagop Iskender angefertigten Fotos im Archiv des Deutschen Archäologischen Instituts in Istanbul, lässt sich aber dort nicht mehr reproduzieren.

### Flucht durch die Ukraine nach Berlin (1918/19), Tätigkeit fürDie Neue Zeitund liberale Zeitungen in Berlin (1919–1920)
1918/19 kam Schrader nach einer spektakulären Flucht vor der drohenden Internierung durch die Entente, über Odessa, Nikolajew, und durch die nach der Oktoberrevolution in den russischen Bürgerkrieg verwickelte Ukraine, nach Berlin. Odessa war bereits französisch besetzt, so dass die Flüchtlinge in Nikolajew an Land gehen mussten. Ihnen war von der mit Deutschland verbündeten offiziellen ukrainischen Regierung Petljura freies Geleit zugesichert worden; sie gerieten aber in verschiedene Hinterhalte der Machno-Truppen und der von Trotzki geführten Bolschewiki, aus denen sie nur mit Tricks und der Courage einer mit ihnen reisenden schwedischen Rotkreuzschwester lebend entkamen.
In Berlin bemühte er sich zunächst vergeblich um eine Position im wissenschaftlichen Bereich oder der Diplomatie. Von 1919 bis 1920 war Schrader Mitarbeiter bei der vom Parteivorstand der SPD und dem preußischen SPD-Landtagsabgeordneten und Völkerkundeprofessor Heinrich Cunow (ab 1917 Nachfolger von Karl Kautsky) herausgegebenen Zeitschrift „Die Neue Zeit“. Daneben schrieb er Leitartikel für die Zeitungen, für die er vor 1918 als Korrespondent tätig gewesen war, z. B. die „Magdeburgische Zeitung“. In mehreren Artikeln für die Theoriezeitschrift der SPD setzte er sich kritisch mit der deutschen Türkeipolitik im Ersten Weltkrieg auseinander. In einem 1920 veröffentlichten Artikel „Die Ägyptische Frage“ warnte Schrader prophetisch vor verhängnisvollen Entwicklungen in den europäisch-arabischen Beziehungen durch die britisch-französische Kolonialpolitik in Ägypten, Palästina und Syrien nach dem Ersten Weltkrieg. Schrader war ab 1919 beim Auswärtigen Amt für eine Verwendung im Ausland „vorgemerkt“, versuchte aber mehrfach vergeblich, eine Stelle im Auswärtigen Dienst zu bekommen, zuletzt in einem im Politischen Archiv erhaltenen Brief an den Außenminister Köster von Mai 1920, kurz bevor die SPD-geführte Weimarer Koalition bei den ersten Reichstagswahlen im Juni 1920 endgültig ihre Mehrheit einbüßte.

### Mitarbeiter der DAZ 1920–1922, Tod
Zuletzt war Schrader von 1920 bis 1922 Mitarbeiter der „Deutschen Allgemeinen Zeitung“ (DAZ) in Berlin, wo ein anderer SPD-Politiker, der Reichstagsabgeordnete und Nationalökonom Paul Lensch in dieser Zeit das außenpolitische Ressort leitete, die aber von der damals konservativ-liberalen DVP beherrscht wurde, dem Wahlsieger der Reichstagswahlen im Juni 1920. Während die DAZ in den Jahren 1918–1920, kurz nach ihrer Neugründung, noch ein konservativ-liberales Profil hatte und die Rekonsolidierung Deutschlands in der Weimarer Republik unterstützte (Mitarbeit u. a. von Friedrich Meinecke, dem späteren Gründungsrektor der FU Berlin, und dem jungen Egmont Zechlin (der als Soldat im damals noch osmanischen Mazedonien schwer verwundet worden war), sowie Otto Flake, einem alten Bekannten von Schrader aus Konstantinopel), Max Rudolf Kaufmann war zeitweise stellvertretender Chefredakteur der DAZ, wurde die Zeitung 1920 von Hugo Stinnes gekauft, der Hans Humann, den früheren Marineattaché der Botschaft Konstantinopel, der ein Apologet des Völkermordes an den Armeniern und selbst pangermanisch-nationalistisch gesinnter Duzfreund Enver Paschas und erbitterter Widersacher insbesondere von Weitz und Kaufmann gewesen war, als Verlagsleiter einsetzte.
Schrader starb am 28. August 1922 im Alter von nur 56 Jahren in Berlin, nachdem die DAZ wenige Wochen zuvor seinen historischen Roman Im Banne von Byzanz veröffentlicht hatte. Er ist auf dem II. Städtischen Friedhof Eythstraße in Schöneberg beigesetzt (Abt. 31, Reihe 8, Stelle 2).

### Schicksal des Werkes von Friedrich Schrader
Im Buch Eine Flüchtlingsreise durch die Ukraine erwähnt Schrader seine umfangreiche Privatbibliothek, die er im November 1918 in seiner Wohnung im Doğan Apartmanı, Istanbul-Beyoglu, zurückgelassen hat. Diese Bibliothek ist nach dem Tod seiner in Istanbul zurückgebliebenen britisch-bulgarischen Ehefrau während der alliierten Besatzung im September 1919 verschollen; inwieweit sich noch Teile in Privatsammlungen oder öffentlichen Bibliotheken befinden, lässt sich nicht mehr nachweisen.
Schrader wurde durch sein 1917 erschienenes Buch Konstantinopel in Vergangenheit und Gegenwart bekannt, das in Deutschland und der Türkei auch nach 1945 noch rezipiert wurde. Der Schweizer Journalist Max Rudolf Kaufmann, der als junger Mann Schraders Kollege beim Osmanischen Lloyd war, besprach das Buch 1957 in den Mitteilungen der Deutsch-Türkischen Gesellschaft. Çelik Gülersoy, viele Jahrzehnte der wesentliche Motor des Denkmalschutzes in Istanbul, bekam 1958 ein Exemplar von Kaufmann und rezensierte es 1959 begeistert in den Mitteilungen des türkischen Automobilclubs TTOC (siehe Zitat unten). 1981 und 1987 wurden Texte aus dem Buch für literarische Anthologien zum Thema Istanbul im Insel-Verlag und Deutschen Taschenbuch Verlag ausgewählt. Im ursprünglichen deutschen Mohr Siebeck Verlag ist das Buch vergriffen, ist aber inzwischen, wie einige andere Werke und Veröffentlichungen von Schrader, online verfügbar (siehe Literaturverzeichnis).
Der einzige vollständig erhaltene Satz der Tageszeitung Osmanischer Lloyd befindet sich in Istanbul in der Bibliothek des Deutschen Archäologischen Instituts. Irmgard Farah hat dieses Material sowie die im Politischen Archiv des Auswärtigen Amtes befindlichen Akten über den Osmanischen Lloyd in ihrer Dissertation ausgewertet, aber sich nicht näher mit der Person Schraders befasst. Insbesondere Schraders bis vor 1900 zurückreichendes politisches Engagement im Zusammenhang mit seinen Kontakten zu führenden Jungtürken und zur SPD-Führung in Berlin ist bisher unerforscht geblieben.
Zu den Hinterlassenschaften von Schraders archäologisch-denkmalpflegerischer Tätigkeit, siehe die Anmerkung weiter oben.

### Wiederentdeckung des Werkes von Schrader in der Türkei 2015
Schraders Buch Konstantinopel wurde im Juni 2015 in der Türkei in einer Übersetzung von Kerem Caliskan im Verlag Remzi Kitabevi neu herausgegeben, die erste Auflage war innerhalb von wenigen Wochen vergriffen, im August 2015 erschien bereits die zweite Auflage in türkischer Sprache. Das Buch wurde in zahlreichen namhaften türkischen Zeitungen und Zeitschriften begeistert rezensiert.

## Zitate

### Zur Rolle der Türkei in Europa (1900)
„Die deutschen offiziösen Blätter nennen China ein Land der Barbarei. Die Barbarei ist in viel schlimmerem Maße in der Türkei vorhanden, als Produkt einer Regierung, die mit der deutschen einen beständigen Austausch von Zärtlichkeiten vornimmt. Die Rohheit, die unter dem jetzigen Regime großgezogen wird, die Unduldsamkeit, der Militarismus, der hier ausschließlich gepflegt wird, können einmal den Europäern ebenso für eine Zeit lang gefährlich werden, wie das chinesische Wespennest, in das sie unbesonnener Weise gestochen haben. Die Gefahr geht einzig und allein von der Regierung aus, nicht von dem Volke. […] Was das türkische Volk braucht, und was seine wirklichen Freunde ihm wünschen, ist Bewegungsfreiheit für seine geistige, politische und materielle Entwicklung, die jetzt total unterbunden ist. Es ist dann alle Aussicht vorhanden, […] dass es zu seiner Zeit ein brauchbares Mitglied der europäischen Völkerfamilie werden wird.“

### Zum Konflikt zwischen Islamismus und säkularem Laizismus in der Türkei nach der Revolution 1908 (Vorfall vom 31. März 1909)
„Das Jahr 1908 kam herbei, und dem Lande wurde plötzlich die Freiheit gegeben. ‚Ja, die Freiheit, – was ist das für ein Ding?‘ fragten sich die anatolischen Bauern. ‚Die Freiheit‘, so beantworteten sie selbst unter dem Einflusse der Hodschas die sich ihnen aufdrängende Frage, ‚ist die größere Freiheit der früher gebundenen Religion, die auf die Durchführung der heiligsten Vorschriften bis jetzt hat verzichten müssen.‘ Das bescheidene Mass von Zugeständnissen, das die alte Türkei dem modernen Staatsgedanken und der modernen Gesellschaft gemacht hatte, erschien dem Landvolke und ihren Führern als viel zu weitgehend. Ihre Leiden, die Drangsalierungen, denen sie unter dem Absolutismus ausgesetzt waren, sahen sie jetzt von diesem Gesichtspunkte aus und hofften, dass die Freiheit ihnen die gewünschte Erleichterung und die Einführung des Scheriatrechtes bringen werde.“

### Zur deutschen Rolle im Hinblick auf die Verfolgung von Nichtmuslimen durch die Türkei im Ersten Weltkrieg (1919)
„Das Unerhörte, was im Orient geschehen war, die fast völlige Vernichtung der armenischen Bevölkerung Kleinasiens.“

„Wir dürfen auch im Ausland nicht, wie wir bisher getan haben, stets zu der Partei halten, die es auf Vergewaltigung wichtiger Kulturelemente zugunsten der eigenen nationalen Vorherrschaft abgesehen hat. Das wird sich stets rächen, wie es sich in der Türkei gerächt hat. Wir hätten nicht türkischer sein dürfen als der Türke.“

„Hätten wir in unserm auswärtigen Dienst mehr Vertreter von diesem Schlage gehabt, wäre unsere Orientpolitik sicher nicht in die falsche Bahn gelenkt worden, auf die man in Berlin abgeirrt war.“

„Welch unselige Politik, die unser Berliner Regierenden!“

### Rolle der Nichtmuslime in der Türkei 1908 bis 1918 (1919)
„Das politische Leben bei den Nichtmohammedanern fand seinen Mittelpunkt in den Patriarchaten und ihren beiden Ratskörpern, einem Laienrat und einer Synode. Bei dieser Kategorie von Staatsbürgern beschränkte sich das politische Interesse ausschliesslich auf ihr Verhältnis zum mohammedanischen Staate und die Verteidigung ihrer Rechte gegen denselben. Ihre anfängliche Begeisterung für die osmanische Verfassung verwandelte sich angesichts der Lähmungserscheinungen, die bei der mohammedanischen staatlichen Gesellschaft auftraten, zunächst in Gleichgültigkeit, die dann in offene Feindseligkeit überging. Das Komitee des „Ittihad“ hat des Öfteren versucht, eine Brücke zu den Nichtmohammedanern hinüberzuschlagen. Die einsichtsvollen Elemente der Jungtürken erkannten die Notwendigkeit einer Versöhnung mit ihnen, die schon mit Rücksicht auf die europäische Stellung der Türkei zu erfolgen hatte. Aber im Komitee machte sich stets das „Tschetedschilik“ (moderne Schreibweise „çetecilik“) breit, das Bandentum, ein beliebtes Mittel, um in den Provinzen den gewünschten türkischen Einheitsstaat durch terroristische Massnahmen herzustellen. Und diese halb an den Balkan, halb an die Renaissance erinnernde Einrichtung war es, die das Verhältnis zwischen den türkischen Bevölkerungselementen völlig verdarb und die Nichtmohammedaner in der Annahme bestärkte, dass die Regierung in Stambul ihr unversöhnlichster Feind sei. Und dieser letzte üble Zug des politischen Lebens war es auch, der den Fortschrittswillen der ehrlichen Patrioten im Komitee -- und davon gab es eine ganze Anzahl -- schliesslich durchkreuzte und gänzlich lähmte. Nur wenn das politische Leben in der neuesten Türkei, wie sie aus dem Friedensschluss (von 1918) jetzt hervorgehen wird, ohne diesen entstellenden und verderblichen Zug erscheint, lässt sich ein Zusammenschluss der wertvollen Kräfte der türkischen Nation hoffen. Nur diesem allein wird es gelingen, aus der Asche des Alten neues Leben zu erwecken.“

### Zur Rolle der Frau in der Neuen Türkei (1920)
„Die neue türkische Frau, die in der Volksschule und auf den höheren Schulen gebildet sein wird, unterscheidet sich wesentlich von ihren Vorfahrinnen, den bleichen Blumen des Harems, den »Enttäuschten«. Sie wird mit der ihr eigenen hochentwickelten Intelligenz nicht hinter ihren europäischen Schwestern zurückstehen und sich der Teilnahme am politischen Leben würdig zeigen. Es kann keinem Zweifel unterliegen, dass die bewährte Führerin der türkischen Frauenwelt, die Meisterin des poetischen Wortes Halide Edip Hanum, auch bei diesen neuen Reformen eine Rolle spielen wird. Daran, dass diese Neuerungen, so kühn sie auch erscheinen mögen, angesichts des dumpfen Widerstandes, der von den Volksschichten und den Frauen des Volkes selbst ausgeht, auch wirklich ausgeführt werden, hat man nicht zu zweifeln. Aber man darf nicht glauben, dass die Masse schon von ihrer Notwendigkeit überzeugt ist und ihnen zujubelt.“

### Zur Rolle der Westmächte (England, Frankreich, USA) im Nahen Osten (1919/1920)
„Man kann sich trotz der Schiffsgeschütze, über die England verfügt, der Furcht nicht erwehren, dass sich die nationalistische Bewegung in Ägypten eines Tages wieder gegen England wie überhaupt gegen jede fremde Ausbeutung richten könnte. Zwar würde England dieser Bewegung Herr werden, aber mit welchen Opfern und mit welchen Verlusten an moralischem Prestige würde dies geschehen! Es ist das schlechte Gewissen des Imperialismus, der sich moralisch durch die Behauptung einer angeblichen Kulturmission zu rechtfertigen sucht, das ihn jetzt gegenüber den von den Ägyptern geforderten Zugeständnissen zögern lässt. […] Die Geister, die die britische Regierung im Einvernehmen mit Frankreich heraufbeschworen hat, wird sie so bald nicht loswerden. Überall in den arabischen Besitzungen der Türkei ist jetzt eine ungeheure Erregung der arabischen Bevölkerung bemerkbar, die zwar an der türkischen Herrschaft viel auszusetzen hatte, aber jetzt bemerkt, dass sie nach ihrer »Befreiung« aus dem Regen in die Traufe gekommen ist und eine Faust in ihrem Nacken fühlt, die sie so bald nicht abschütteln kann.“

„Die Geschichte und der Geist von Robert College kann auch für uns Deutsche belehrend sein hinsichtlich unserer Schulbestrebungen im Orient. Man vergesse nicht, dass der türkische Boden ein wesentlich demokratisches, freiheitsliebendes Land ist, das für den deutschen Militarismus und die deutsche Kriegsgeschichte weniger Verständnis hat als für den Kampf eines Volkes um die Grundrechte der Menschen. Daher fanden die Amerikaner, indem sie die großen Gestalten George Washingtons und Abraham Lincolns ihren Schülern vorführten, einen fruchtbareren und dankbareren Boden, als wir gefunden haben mit aller unserer pädagogischen Weisheit und wissenschaftlichen Tiefe.“

### Zitate mit Bezug auf Friedrich Schrader

#### Martin Hartmann (1909)
„Pera, 7. September 1909: (S.26) Die Lage ist augenblicklich nicht ungünstig für uns. […] Uns kommt zugute, dass wir in dem ‚Osmanischen Lloyd‘ ein ausgezeichnetes Organ für die deutschen Interessen haben. Schon vor ihm erschien ein deutsches Blatt in Pera, ‚Die Neue Türkei‘, das es nur auf etwa 70 Nummern in zweieinhalb Monaten gebracht hat. […] Der ‚Osmanische Lloyd‘ trat das Erbe a, in dem er […] einen Teil des Personals übernahm, daunter den tüchtigen Orientkenner Dr. Schrader, der sich auch literarisch als Turkologe betätigt hat. Pera, 1. Oktober 1909: (S.139) Das war einmal ein reiner Pera-Tag. […] Zunächst stattete ich Dr. Schrader meinen Dank ab für sein ausserordentlich freundliches Referat über mein Büchlein ‚Der Islam‘ im ‚Osmanischen Lloyd‘ vom 30. September. Pera, 2. Oktober 1909: (S.142) So ging es schnell weiter zu der Visite, die mir besonders am Herzen lag: im Redaktionsbureau des „Sabah“, der grössten Zeitung Stambuls, die man wohl auch als die am besten geleitete bezeichnen kann. Sie besteht seit etwa fünfzig Jahren und ist von Anfang an in den Händen von Armeniern gewesen, wenn auch die Mitarbeiter zum grössten Teil Türken sind. […] Von dem Manne, an dem mir am meisten lag, „Ahmed Rasim“, hiess es „er ist heute nicht gekommen“, und unglücklicherweise liess ich mich zunächst bei einem Bey melden, der mir als zu besuchen genannt worden war, Der Herr wusste gar nicht, was er mit mir anfangen sollte. […] Der Bey war sichtlich beschäftigt, ich musste abgewimmelt werden, da erschien auch schon der Retter in der Not, Dikran Kelekian, der politische Redakteur des Blattes, dem ich mich vorstellte, und der sofort seine reservierte Haltung aufgab, als ich ihm den Namen seines Kollegen vom Osmanischen Lloyd, Dr. Schrader, nannte und mich mit seiner hochgeachteten Stellung in der hiesigen Pressewelt (Kelekian ist Präsident des Pressevereins) vertraut zeigte.“

#### Richard Lichtheim (1913)
„Dr Schrader ist ein merkwürdiger Mensch, der uns vielleicht nützlich sein kann. Ich war gestern abend privatim bei ihm und will Ihnen einiges aus der Unterhaltung mit ihm mitteilen, weil er für unsere politischen Beziehungen von Wert ist. Dr. Schrader lebt seit 20 Jahren in Konstantinopel und war seit der Begründung des Osmanischen Lloyd der Leitartikler des Blattes. Er behauptet, dass die hiesige Botschaft und ebenso das deutsche Auswärtige Amt ziemlich antisemitisch seien und kein Verständnis für die Bedeutung der Juden im Orient für das Deutschtum hätten. Der frühere Botschafter Marschall von Bieberstein habe dieses Verständnis gehabt, der jetzige Botschafter von Wangenheim sei ein unbedeutender Mensch, mit dem auch die deutschen Kaufleute nicht zufrieden seien, weil er für ihre Interessen kein Verständnis habe. Die Botschaft habe schon mehrfach die judenfreundliche Haltung des „Osmanischen Lloyd“ kritisiert und er habe Unannehmlichkeiten gehabt, als er einmal eine lobende Besprechung über eine hier aufgetretene jiddische Theatertruppe gebracht habe. Dr. Schrader erklärt, weder hier noch in Berlin sei etwas von freundlicher Haltung für die Juden oder die Kolonisation in Palästina zu bemerken. Der Pressedezernent in Berlin, Geheimrat Hammann, und die hiesigen Botschaftsräte Graf Kanitz und Herr v. Mutius seien eher antisemitisch. Dr Schrader drückte sich mit grosser Schärfe aus, und wenn er auch vielleicht aus irgendwelchen persönlichen Gründen übertreibt (er ist nämlich sehr demokratisch und judenfreundlich, seine Frau ist eine als kleines Kind getaufte Spaniolin) so ist seine Meinungsäusserung doch sehr beachtenswert, da er gerade diese Frage bei seiner Stellung und seiner Erfahrung gut kennen muss. Ich werde mit ihm in Fühlung bleiben […]“

#### Otto Flake (1914)
„Er war seit seiner Jugend im Lande und kannte es besser, viel besser als irgendein Türke – so gut, wie nur ein Deutscher mit philologischen Neigungen und deutscher Hingabe an fremde Zustände ein Land kennen kann. Er war ein vollständiger Gelehrter, der alle Sprachen und alle Literaturen dieses Reiches beherrschte, ein Kenner der Geschichte und der Kultur der vergangenen Jahrhunderte. Statt Journalist in Konstantinopel müsste er Professor an einer Universität sein.“

#### Otto Hachtmann (1917)
„Unter den deutschen Zeitungen pflegen besonders drei häufiger Artikel über türkisches Geistesleben im Allgemeinen und türkische Literatur im Besonderen zu bringen: das ‚Berliner Tageblatt‘ mit den vortrefflichen Aufsätzen von Wilhelm Feldmann, die ‚Frankfurter Zeitung‘, wo Friedrich Schrader bisweilen über das von ihm meisterhaft beherrschte Gebiet schreibt, und die ‚Vossische Zeitung‘.“

#### Deutsche Allgemeine Zeitung (Nachruf, 1922)
„Schrader sprach und schrieb neben einem Dutzend lebender europäischer Sprachen ein weiteres Dutzend des Balkans und des vorderen Orients, darunter solche wie Albanisch, Armenisch u. a., die nur von wenigen Europäern studiert worden sind. Türkisch, Griechisch und Arabisch beherrschte er auch in der gehobenen Sprache in Wort und Schrift und pflog daher vertraute Beziehungen zu zahlreichen bedeutenden Politikern und Literaten im einstigen türkischen Reiche. Aus dieser intimen Bekanntschaft erwuchs eine seltene Kenntnis der Literatur der Neuzeit, wie des späten Mittelalters dieser Länder.“

### Aus Rezensionen von Schraders Buch „Konstantinopel in Vergangenheit und Gegenwart“

#### Max Rudolf Kaufmann (1957)
„Sein Wissen um diese Stadt und ihre Geschichte hat er in dieser Schrift niedergelegt, die in die Bibliothek aller orientalischen Seminare unserer Universitäten, in die Bücherschränke aller Türkeifreunde und unserer deutsch sprechenden türkischen Freunde gehört. Wie stümperhaft ist alles, was wir über das türkische Konstantinopel geschrieben haben und die Entdecker Istanbuls unserer Zeit schreiben, gegenüber Schrader’scher Darstellung!“

#### Çelik Gülersoy (1959)
« Le livre de F. Schrader m’a étonné et émerveillé à la fois, il n’est pas exagené de l’avoueur. L’auteur, à l’example d’un Istanbulitain, a décrit la ville, ses habitants, ses monuments, autant de trésors légués par la passé, ses beautés naturelles, avec conviction, ardeur et amour. […] Le livre de Monsieur Schrader peut être utilisé comme source de renseignements à qui voudrait parler de notre belle métropole. F. Schrader témoigne une amitié reelle pour notre ville et une reconnaissance dévouée a l’egard des turcs, sentiments qui lui font honneur et que l’on ne rencontre plus […]. »

## Schriften

### Bücher (Essaysammlung, Erinnerung, Roman)
- Konstantinopel in Vergangenheit und Gegenwart. J.C.B. Mohr (Paul Siebeck), Tübingen 1917 archive.org; (Türkischsprachige Neuausgabe 2015: İstanbul 100 Yıl Öncesine Bir Bakış (Übersetzung Kerem Çalışkan): ISBN 978-975-14-1675-9)
- Eine Flüchtlingsreise durch die Ukraine. Tagebuchblätter meiner Flucht aus Konstantinopel. J.C.B. Mohr (Paul Siebeck), Tübingen 1919
  - Russische Übersetzung: Тинтруп, Ханс пер. с нем. и комм. Л.В. Ланник. Шрадер, Фридрих Гельсхорн, Карл Ланник, Леонтий Владимирович : Украина – 1918 : взгляд из Германии : Moscow, POSEV, 2018: ISBN 978-5-906569-18-9 OCLC 1101912483
- Im Banne von Byzanz. Roman, Berlin, Fortsetzungsroman, DAZ Juni 1922 (in Buchform bisher unveröffentlicht)

### Nachdrucke aus SchradersKonstantinopel
- Esther Gallwitz (Hrsg.): Istanbul. Insel Taschenbuch Verlag 1981, ISBN 3-458-32230-2.
  - S. 250–252 Die Koranschule (Orig, S. 7–9)
  - S. 285–286 Im Schatten von Mahmud Pascha (Orig, S. 33–38)
  - S. 329–330 Der Bosporus (Orig, S. 204–207)
  - S. 396–397 Alter und neuer Aberglaube in Konstantinopel (Orig, S. 132–136)

- Jale Tükel (Hrsg.): dtv-Reise-Textbuch Istanbul. dtv, München 1987, ISBN 3-423-03904-3.
  - S. 57 Ein Wintermorgen in der Mahalle (Orig, S. 1–2)
  - S. 135–136 Heilmittel und Wohlgerüche (Orig, S. 17–19, Missir Tscharschi (Mısır Çarşısı) – Der Gewürzbasar)
  - S. 233–234 In Dschihangir (Orig, S. 199–204)

### Übersetzungen
- Der Karmapradipa. 1. Prapathaka; mit Auszügen aus dem Kommentare des Açarka. Dissertation Halle 1889 (Digitalisat).
- Ahmed Hikmet: Türkische Frauen. Berlin, Mayer und Müller 1907 (Übersetzung F. Schrader, Herausgeber Georg Jacob) archive.org
- Aka Gündüs: „O junger Deutscher“ (Aj Geng Alman). In: Frankfurter Zeitung. 1. Januar 1915 Digitalisat
- Ahmed Hikmet: Der Traubenverkäufer (Erzählung). In: Max Rudolf Kaufmann: (Hrsg.), Türkische Erzählungen. Delphin, München 1916 archive.org
- Ahmed Hikmet: Der Kulturträger (Erzählung). In: Max Rudolf Kaufmann: (Hrsg.): Türkische Erzählungen. Delphin, München 1916[49]
- Ahmed Hikmet: Tante Naqije (Erzählung). In: Max Rudolf Kaufmann: (Hrsg.): Türkische Erzählungen. Delphin, München 1916
- Halide Edip: Das Neue Turan – ein türkisches Frauenschicksal. Gustav Kiepenheuer, Leipzig 1916 (übersetzt von F. Schrader, Deutsche Orientbücherei (Hrsg.): Ernst Jäckh)
- Halid Ziya Uşaklıgil: Die schwarze Sklavin (Erzählung). In: Max Rudolf Kaufmann: (Hrsg.): Türkische Erzählungen. Delphin, München 1916
- Halid Sia: 1916, Im Dienste der Mahalle (Erzählung). In: Max Rudolf Kaufmann: (Hrsg.): Türkische Erzählungen. Delphin, München 1916
- Die drei Schwestern (Türkisches Volksmärchen). In: Max Rudolf Kaufmann: (Hrsg.): Türkische Erzählungen. Delphin, München 1916

### Politische Aufsätze in Zeitungen und Zeitschriften
Zeitschrift „März“
- Friedrich Schrader: Die konstantinopler Meuterei vom 13. April. In: März. Ausgabe 3, Heft 9, 4. Mai 1909, März-Verlag, S. 169–180.
- Friedrich Schrader: Die jungtürkische Idee. In: März. Ausgabe 3, 1909, März-Verlag, S. 284.

SPD-Publikationen
- („Die Neue Zeit“ ist zum Teil online verfügbar. Online-Ausgabe Bibliothek der FES, Bonn.)
- Ischtiraki: Das geistige Leben in der Türkei und das jetzige Regime. In: Die Neue Zeit. Jahrgang 18, Band 2, 1900, S. 548–555 (online verfügbar FES Datenbank s. o.)
- I. Schiraki: "Böreklidsche Pascha, der erste muhamedanische Kommunist: Die Neue Welt, Beilage zum Vorwärts, Jahrgang 1900, S. 139–147.
- I. Schiraki: Vom Goldenen Horn. In: Vorwärts, Unterhaltungsbeilage, 31. Mai 1900 bis 1. Juni 1900
- Politisches Leben in der Türkei. In: Die Neue Zeit Jahrgang 37, Band 2, 1919, S. 460–466.
- Das Handwerk bei den Osmanli-Türken. In: Die Neue Zeit Jahrgang 38, Band 1, 1919, S. 163–168.
- Die Lage der ackerbauenden Klasse in der Türkei. In: Die Neue Zeit Jahrgang 38, Band 1, 1920, S. 317–319.
- Das Jungtürkische Lausanner Programm. In: Die Neue Zeit Jahrgang 38, Band 2, 1920, S. 6–11, 31–35.
- Die ägyptische Frage. In: Die Neue Zeit Jahrgang 38, Band 2, 1920, S. 172–177.

sonstige Publikationen
- Das Rote Asien: Magdeburgische Zeitung, 24. Januar 1920
- Der türkische Nationalismus und das Kalifat: DAZ, 21. Juli 1920
- Der türkische Freiheitskampf (Teile 1 und 2): Tägliche Rundschau, 20. und 21. Juli 1920

### Literarische Werke
- Neutürkisches Schrifttum. In: Das Literarische Echo. Band 3, 1900, S. 1686–1690, archive.org (beschäftigt sich im Wesentlichen mit dem Dichter Tevfik Fikret)
- Auf, Türke, Erwache! (Ai Türk, Ujan!). In: Vossische Zeitung. Nr. 553, Abendausgabe, rezensiert in Die Welt des Islams Band 3, 1915, Heft 1, S. 90 (über die erste Lesung des gleichnamigen Gedichtes von Mehmet Emin (Yurdakul) durch den Autor).
- Aus der Polenzeit Peras. In: Osmanischer Lloyd. 1916 (?), nachgedruckt in: Konstantinopel, S. 180–184 (erwähnt die polnischen Freiheitskämpfer, z. B. Adam Mickiewicz, die 1855 von Konstantinopel aus die Türkei im Krimkrieg gegen Russland unterstützten, erschienen anlässlich der offiziellen Anerkennung des unabhängigen Polen durch das Deutsche Reich im Jahre 1916)

### Archäologie und Kunstgeschichte (Auswahl)
- Thrakischer Sommer – Bilder aus meiner Sommerfrische. In: Magdeburgische Zeitung. Nr. 430, 23. September 1906 („Konstantinopel“, S. 235–246)
- Bei Sultan Selim – Bilder aus dem Stambuler Frühling. In: Magdeburgische Zeitung. Montagsblatt (Wissenschaftliche Beilage) Nr. 19 und 20, 1907 („Konstantinopel“, S. 54–68)
- Am Feuertempel – Baku, April 1908 In: Magdeburgische Zeitung. Montagsblatt (Wissenschaftliche Beilage) Nr. 19, 1908
- Im Herzen Stambuls. In: Frankfurter Zeitung. Nr. 268, 27. September 1916 Link UB Frankfurt
- Die Kunstdenkmäler Konstantinopels. In: Der Neue Orient. Band 5, 1919, S. 302–304 und 352–354 (Beschreibung des o. g. Denkmalschutzprojektes)
- Barock und Rokoko – Bilder aus Stambul. In: Osmanischer Lloyd. Nr. 16, 16. Januar 1916, Rezension in Die Welt des Islams Band 4, Heft 1/2, S. 61 („Konstantinopel“, S. 12–27)

### Geschichte, Bildung, Religion und Kulturpolitik
- Am Feuertempel. In: Magdeburgische Zeitung, Montagsblatt (Wissenschaftliche Beilage) Nr. 19, 1908 (Bericht über die Kultstätten der Parsen in Baku, Aserbaidschan)
- Die türkische Sprachreform. In: Osmanischer Lloyd. Nr. 6, 6. Januar 1916, vollständig abgedruckt in Die Welt des Islams Band 4, Heft 1/2, S. 53 (Rezension eines Artikels von Hashem Nahid)
- Buchhandel und Buchkunst in der Türkei. In: Osmanischer Lloyd. Nr. 26, 26. Januar 1916, Rezension in Die Welt des Islams, Band 4, Heft 1/2, S. 57.
- Amtliche türkische Unterrichtsstatistik. In: Osmanischer Lloyd. Nr. 37, 6. Februar 1916, vollständig abgedruckt in Die Welt des Islams Band 4, Heft 1/2, S. 61.
- Reform der Derwischklöster. In: Osmanischer Lloyd. Nr. 30, 30. Januar 1916, Rezension in Die Welt des Islams Band 4, Heft 1/2, S. 61.
- Türkische Geschichtsliteratur. In: Osmanischer Lloyd. Nr. 36, 5. Februar 1916, Rezension in Die Welt des Islams Band 4, Heft 1/2, S. 55.
- Im Tekke von Pera – ein Bild aus der türkischen Hauptstadt. In: Kölnische Zeitung. Beilage Nr. 23 vom 10. Juni 1917
- Der Türke Konstantinopels. In: Bund. Nr. 71, 12. Februar 1917
- Die Moschee. In: Am Bosporus. Deutsche Soldatenzeitung. Nr. 1, 1917, S. 4–5 (siehe Wikisource)
- Die Janitscharen. In: Am Bosporus. Deutsche Soldatenzeitung. Nr. 6, 3. Februar 1918, S. 3–4 (siehe Wikisource)
- Trapezunt. In: Am Bosporus. Deutsche Soldatenzeitung. Nr. 12, 17. März 1918, S. 2–3 (siehe Wikisource)
- Im Chan. In: Am Bosporus. Deutsche Soldatenzeitung. Nr. 41, 23. Juli 1918, S. 1–2 (siehe Wikisource)
- Robert College. In: Nord und Süd November 1919, Band 171, S. 165–169 (archive.org)
- Die türkische Kultur. In: Nord und Süd, Januar 1920, Band 172, S. 268–305 (archive.org)

- Karl XII. in der Türkei: Osmanischer Lloyd, 28. Januar 1917 (Buchbesprechung von Ahmed Refiks Buch „Karl der Eisenkopf“ (Demirbasch). Nachgedruckten Urkunden des Kaiserlichen Divans und den Aufzeichnungen der zeitgenössischen Geschichtsschreiber. Stambul 1332. (Monographien der Geschichtskommission I.) Türkisch.) OCLC 940621208

### Deutsche Zeitungen und Zeitschriften, für die Schrader als Korrespondent in Istanbul bis 1918 tätig war (unvollständig)
- Das Literarische Echo
- Der Neue Orient (Hrsg. Nachrichtenstelle für den Orient, Eugen Mittwoch)
- Die Neue Zeit (SPD, teilw. unter dem Pseudonym „Ischtiraki“)
- Die Welt des Islams
- Frankfurter Zeitung[50]
- Kölnische Zeitung
- Leipziger Illustrirte Zeitung
- Magdeburgische Zeitung
- März
- Nord und Süd
- Vorwärts (SPD, teilweise unter dem Pseudonym „Ischtiraki“)
- Die Neue Welt (SPD, um 1900 bis 1919 Beilage des Vorwärts und regionaler SPD-Parteizeitungen)
- Vossische Zeitung

## Sekundärliteratur

### Filme und Fernsehbeiträge
- Ceyda Nurtsch: Boğaziçi'nde Alman Schrader ailesinin izinde. In Deutsche Welle TV (türkisch), 6. November 2018: Link (in türkischer Sprache)

### Politik, Journalismus, allg. Biographisches
- Kulturpolitik für die neue Türkei. Friedrich Schrader und der Osmanische Lloyd, Konstantinopel 1908-1918. Eine kommentierte Quellensammlung. Hrsg. von Ingrid Lohmann und Timm Gerd Hellmanzik. Bad Heilbrunn 2025, ISBN 978-3-7815-2697-6, https://doi.org/10.35468/6157
- Ceyda Nurtsch: Der Chronist vom Bosporus. In qantara.de, 22. Juni 2018: Link (auch englische Übersetzung)
- Lennart Pfahler: Beobachtung und Verstrickung: Die jungtürkische Bewegung aus der Sicht Friedrich Schraders. Abschlussarbeit B.A., Justus-Liebig-Universität Giessen, 2016: Link
- Phillip Wirtz: German Expatriates in Late Ottoman Istanbul: Ottoman History Podcast, London, SOAS: Link
- Wolfgang Günter Lerch: Chronist des alten Istanbul – Vor 150 Jahren wurde Friedrich Schrader geboren. In: FAZ, 18. November 2015, S. 7.
- Martin Hartmann: Unpolitische Briefe aus der Türkei. Leipzig, Verlag Rudolf Haupt 1910 (Beschreibung von Besuchen bei Schrader in Konstantinopel während seines Aufenthalts im Jahre 1909), S. 26, S. 39f, S. 42, Fußnoten, S. 197, S. 214.
- N.N.: Nachruf auf Dr. Friedrich Schrader. In: Deutsche Allgemeine Zeitung. 30. August 1922.
- Irmgard Farah: Die deutsche Pressepolitik und Propagandatätigkeit im Osmanischen Reich von 1908–1918 unter besonderer Berücksichtigung des „Osmanischen Lloyd“. Hrsg.: Orient-Institut der Deutschen Morgenländischen Gesellschaft. Beiruter Texte und Studien, Band 50, Beirut 1993, ISBN 3-515-05719-6.
- Anja Hotopp: Friedrich Schrader – Wolmirstedter und Weltbürger mit Türkeikenntnis. In: Volksstimme. 31. August 2007 (Regionalausgabe Wolmirstedt, inzwischen offline)
- Mehmet Doğan: Schrader Ailesi. In: Kağnıdan internete. Baski, Ankara 2005, ISBN 975-6151-18-8, S. 186–191 (erwähnt Friedrich Schrader).
- Mehmet Doğan: Türk Dostu Schrader Ailesi. Cumhuriyet Bilim Teknik, 2. Oktober 2015, S. 18.
- Max Rudolf Kaufmann: Erlebnisse in der Türkei vor 50 Jahren. In: Zeitschrift für Kulturaustausch. Volume 12, Issue 2/3, Institut für Auslandsbeziehungen, S. 237–241 (1962)[51]
- A.A. Bispo: Alemães na vida musical do Império Osmano e a emigração de “alemães do Bósporo” ao Novo Mundo: Paul Lange (1857–1919), Hans Lange (1884–1960) e Guiomar Novaes (1895–1979). Revista Brasil-Europa: Correspondência Euro-Brasileira 144/15 (2013:4). (Link)
- Paul Schweder: Im Türkischen Hauptquartier. Hesse und Becker, 1916, S. 59 Link (Begegnung von Schrader mit seinem Journalistenkollegen Felix Salten).

### Archäologie und Kunstgeschichte
- Çelik Gülersoy: Bibliographie: „Istanbul“ de Friedrich Schrader. In: Touring et Automobile Club de Turquie. Janvier 1959, S. 31–32 (Celik Gülersoy, der „grand old man“ des Istanbuler Denkmalschutzes der 1950er bis 80er Jahre, kannte und schätzte Schrader und seine Arbeiten; siehe Zitat oben.)
- Otto Feld: Noch einmal Alexios Apokaukos und die byzantinische Kirche von Selymbria (Silivri). In: Byzantion. 37, 1967, S. 57–65 (bezieht sich auf Fotos aus dem Nachlass Schrader am DAI Istanbul)
- Hans-Peter Laqueur: Heilige Narren – Närrische Heilige – Spaziergänge durch das alte Istanbul. In: Istanbul-Post. (Internetzeitung), seit 5. Juni 2004 – (Bezug auf Schraders „Konstantinopel“)